# Socialdemokraterne
Socialdemokraterne (S, dänisch für Die Sozialdemokraten) ist die sozialdemokratische Partei Dänemarks. Gebräuchlich ist auch die Bezeichnung Socialdemokratiet, dänisch für Sozialdemokratie. Sie verwendet bei Wahlen den Parteibuchstaben A.

## Geschichte

### Anfangsjahre

Louis Pio (1841–1894), 1871 Parteigründer und Vorsitzender 1876/77

Die Partei wurde im Herbst 1871 von Louis Pio, Harald Brix und Paul Geleff unter dem Namen Den internationale Arbejderforening for Danmark als Abteilung der Ersten Internationale gegründet. Ihr Ziel war es, die schnell wachsende Arbeiterklasse in Dänemark auf sozialistischer Grundlage zu organisieren. Seit Mitte des 19. Jahrhunderts befand sich die dänische Bauerngesellschaft in einem Industrialisierungsprozess. Große Teile der Landbevölkerung zogen in die Städte und wurden Arbeiter. Die Sozialdemokratie entstand aus der Forderung nach sozialer Gerechtigkeit und demokratischen Rechten.
Im Winter 1871/72 schlossen sich viele Mitglieder der neuen Partei an, und im Mai 1872 organisierten sie einen Streik der Maurergesellen zur Arbeitszeitbegrenzung. Am 4. Mai wurden Pio, Brix und Geleff zusammen mit ihren engsten Genossen verhaftet. Am Tag darauf formierte sich eine große Demonstration, bei der es zum ersten gewalttätigen Zusammenstoß zwischen Staatsmacht und Arbeitern kam. Dieses Ereignis ist als Slaget på Fælleden (Schlacht auf der Allmende) bekannt geworden und gehört zum Gründungsmythos der dänischen Sozialdemokratie.
Erst im August 1873 fiel ein endgültiges Urteil des Höchsten Gerichts gegen die Angeklagten: Pio bekam fünf Jahre und seine Mitstreiter Brix und Geleff je drei Jahre Gefängnis. Einige Tage später wurde die Internationale in Dänemark verboten. Zwei Jahre später wurden die drei Arbeiterführer vorzeitig entlassen, da Pio in der Haft zu sterben drohte. Trotz des Verbots der Organisation wurden weiterhin sozialdemokratisch gesinnte Folketingskandidaten aufgestellt, und auch die gewerkschaftliche Arbeit kam nicht zum Erliegen.

#### Gimle-Programm 1876
Auf dem Kongress vom 6. bis 8. Juni 1876 wurde das erste Parteiprogramm beschlossen, das seinen Namen nach dem Frederiksberger Lokal „Gimle“ trägt. Es besteht aus drei Abschnitten, wovon die ersten beiden die langfristigen Ziele aufzeigen, während sich der dritte Teil mit konkreten Forderungen befasst. Als die Grundprinzipien der Partei werden „Freiheit, Gleichheit, Brüderlichkeit unter allen Nationen“ formuliert.
Konkrete Forderungen sind z. B. die Abschaffung der Kinderarbeit und die Einführung eines Sozialstaates.
Das Programm formulierte klassenkämpferisch „die Aufgabe der Sozialdemokraten, die Arbeit vom Kapital zu befreien“ und erklärte „alle Parteien, die diese Aufgabe nicht als Staatsziel anerkennen, als direkte reaktionäre Masse gegenüber der Sozialdemokratie“. Genauer gesagt „strebt die dänische Sozialdemokratie die öffentliche Macht in der Gesellschaft an, und mithilfe dieser legalen Waffe die Umwandlung aller Produktionsmittel in Gemeineigentum. Nur wenn die jetzige von Privatkapitalisten, Aktiengesellschaften, dem Staat und Kommunen gesteuerte Produktion unter die unmittelbare Kontrolle des Volkes kommt, also durch die Aufhebung der bestehenden Lohnarbeit, wird der Profit nach einem gerechten Maßstab verteilt werden können.“
Die Sozialdemokraten wollten dies auf demokratischem Wege erreichen und forderten dazu unter anderem vollständige Presse- und Versammlungsfreiheit, das allgemeine, gleiche, direkte und geheime Wahlrecht für Männer und Frauen über 22, die Volkssouveränität und die Einführung von Volksabstimmungen in Dänemark.
Bereits bei den Beratungen zum Gimle-Programm zeigte sich die anbahnende Führungskrise. Pio und Geleff konnten sich nur schwer damit abfinden, dass die Delegierten nicht automatisch ihren Vorstellungen folgten. Der dänische Staat verstärkte den Druck auf die Arbeiterbewegung, und immer weniger trauten sich, ihr offen beizutreten. 1877 wurden Pio und Geleff bestochen, damit sie auswanderten.

#### Socialdemokratisk Forbund
1878 wurde eine neue Parteiorganisation mit dem Namen Socialdemokratisk Forbund (Sozialdemokratischer Bund) gegründet. 1882 wurde Peter Knudsen Parteivorsitzender, der die Sozialdemokratie bis zu seinem Tode 1910 prägen sollte.
Bereits 1881 wurde Emil Wiinblad Chefredakteur der Parteizeitung Social-Demokraten. Innerhalb kurzer Zeit verdoppelte sich die Leserschaft, und die Zeitung erwirtschaftete genug Gewinn, um die Partei mitzufinanzieren.
Bei der Folketingswahl 1884 zogen mit Christen Hørdum und Peter Holm die ersten beiden Sozialdemokraten ins dänische Parlament ein. Zwar ging der eine Sitz drei Jahre später verloren, doch 1890 konnten die Sozialdemokraten ihre Stimmenzahl verdoppeln und erlangten drei Mandate. Die 1880er waren von einer Erstarkung der dänischen Gewerkschaftsbewegung geprägt. Zunächst waren es die städtischen Facharbeiter, die die Führung innehatten, aber allmählich erlangten auch die Ungelernten und Landarbeiter mehr Einfluss. Es gab erfolgreiche Streiks um Lohnerhöhungen.
Die ersten Genossenschaften entstanden, als die Kornpreise fielen, ohne dass sich dies günstig auf die Brotpreise auswirkte. Die Arbeiterbewegung schuf daraufhin eine Reihe genossenschaftlicher Bäckereien.
1888 wurde das Gimle-Programm ergänzt. Die Gewichte verschoben sich von Protest und Arbeitskämpfen zum parlamentarischen Kompromiss. Der Tonfall wurde moderater, was auch eine Folge der parlamentarischen Arbeit im Folketing war.
Neu waren unter anderem die Forderungen nach Gleichstellung der Dienstboten mit den normalen Arbeitern und die kostenlose kommunale Schulspeisung. In der Landwirtschaftspolitik rückte man von der Forderung nach Verstaatlichung des Bodens und der anschließenden Verpachtung ab. Stattdessen waren nun die Parzellierung und der billige Zugang zu Betriebskapital für Kleinbauern und landbesitzende Landarbeiter vorgesehen.
In den Jahrzehnten um 1900 machte die dänische Gesellschaft grundlegende Änderungen durch. Aus dem Klassenkampf wurde allmählich eine vorsichtige Zusammenarbeit. Die parlamentarische Demokratie gewann gegenüber den Arbeitskämpfen immer mehr an Bedeutung.
Im Zuge der wirtschaftlichen Verbesserung Anfang der 1890er organisierte sich die Arbeiterschaft immer weiter. 1898 wurde schließlich der Gewerkschaftsbund Landsorganisationen i Danmark gegründet, der noch heute existiert und die meisten dänischen Werktätigen repräsentiert. Im selben Jahr entstand auf der Gegenseite der Arbeitgeberverband Dansk Arbejdsgiver- og Mesterforening.

### Von der Regierungsübernahme 1924 bis zum Ende des Zweiten Weltkriegs
Zur Folketingswahl 1924 wurden die Sozialdemokraten mit 36,6 % der Stimmen stärkste Partei. Sie konnten daher zum ersten Mal in der Geschichte Dänemarks mit Thorvald Stauning an der Spitze mit Radikale Venstre als Koalitionspartner eine Regierung bilden. 1926 verloren sie und ihr Koalitionspartner Radikale Venstre jedoch die Regierungsmacht an ein Bündnis von Venstre und Konservativen. 1929 fanden Sozialdemokraten und Radikale zurück an die Macht.
In dieser Periode führten die Sozialdemokraten und Radikale, teilweise in Zusammenarbeit mit Venstre, eine Vielzahl von Reformen durch, die die Grundlage für den dänischen Wohlfahrtsstaat (velfærdsstaten) schufen. Die Sozialdemokratie wandelte sich in dieser Zeit von der Klassen- zur Volkspartei und erzielte bei der Wahl 1935 mit 46,4 % der Stimmen das beste Ergebnis ihrer Geschichte.
Nach dem Einmarsch der deutschen Wehrmacht am 9. April 1940 standen die Sozialdemokraten an der Spitze der nun gebildeten Allparteienkoalition. Im Gegensatz zu den Verhältnissen in Deutschland blieben die Sozialdemokraten legal und konnten (weitgehend) unbehindert agieren.

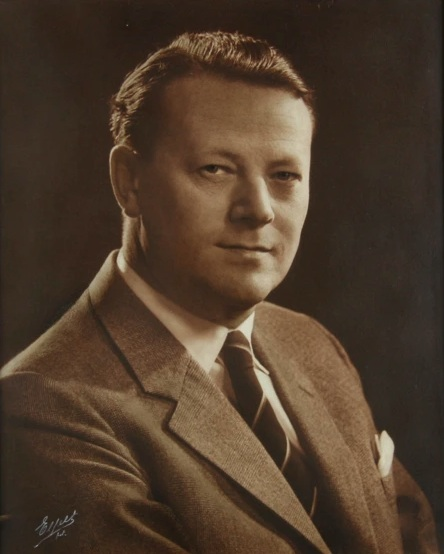
Jens Otto Krag (1914–1978), Ministerpräsident 1962–68 und 1971–72

### Opposition 1982–1993
Die kritische wirtschaftspolitische Lage führte zu einer Sammlung der bürgerlichen Kräfte. Die von dem Konservativen Poul Schlüter geführte Regierung führte Reformen durch, die von den am klassischen Wohlfahrtsstaat hängenden Sozialdemokraten abgelehnt worden waren.

### Rückkehr zur Macht 1993
Erst ein handfester politischer Skandal bereitete der Minderheitsregierung Poul Schlüters ein Ende. Mit der Rückkehr der Linksliberalen an die Seite der Sozialdemokraten waren die entscheidenden Gewichte verschoben.

### Opposition seit 2001
Mit der Wahlniederlage Nyrup Rasmussens 2001 endete nicht nur die Vormachtstellung der Sozialdemokratie, sondern vorerst auch das dänische Politikmodell, das auf einer Kooperation über die politische Mitte hinweg beruhte. Die bürgerlichen Regierungen Fogh Rasmussen und Løkke Rasmussen etablierten eine feste Blockpolitik, die vergleichsweise selten nach alternativen Mehrheiten unter Einbindung aller Lager suchte.

### Wahlsieg 2011
Im Schatten einer weltweiten Finanzkrise und einer Verschlechterung der Situation auf dem dänischen Arbeitsmarkt erreichte das linke Lager bei der Folketingswahl 2011 eine knappe Mehrheit. Zwar verzeichneten die Sozialdemokraten mit weniger als 25 Prozent das schlechteste Wahlergebnis seit über 100 Jahren. Die Zugewinne von Radikale Venstre und der sozialistischen Enhedsliste reichten jedoch aus, um eine Regierung unter Führung der sozialdemokratischen Parteivorsitzenden Helle Thorning-Schmidt ins Amt zu bringen.
Seit Mette Frederiksen die Führung der Partei übernommen hat, ist eine Annäherung zwischen den Sozialdemokraten und der rechtspopulistischen Dänischen Volkspartei zu bemerken, die bei der vergangenen Wahl erstmals die konservative Venstre überholt hatte und als nunmehr stärkste Partei des eigentlich von der Venstre angeführten klassischen Mitte-Rechts-Blocks bis 2019 eine Minderheitsregierung unter Führung der Venstre unterstützt.

## Positionen

### Sozial- und Steuerpolitik
Es wurde eine Verbesserung der Kitas, eine erhöhte Anzahl an Lehrkräften sowie stärkere Besteuerung der Reichen, etwa durch höhere Aktien-, Erbschafts- und Bankensteuern erreicht.

### Klimapolitik
Eine Studie aus dem Jahr 2019, die das Abstimmungsverhalten von Parteien zu klimapolitischen Fragen im EU-Parlament betrachtete, bewertet die Sozialdemokraten als „Verteidiger“ einer klimafreundlichen Politik.

### Einwanderungspolitik
Unter der Führung Mette Frederiksens hat die Partei, die in früheren Jahren ein offenes und multikulturelles Dänemark propagierte, Positionen übernommen, die früher von der politischen Rechten wie der rechtspopulistischen Dansk Folkeparti vertreten wurden, etwa eine sehr restriktive Asylpolitik und die Forderung, dass Einwanderer sich an die dänische Kultur assimilieren sollten.

## Wahlergebnisse

### Folketingswahlen
Seit Einführung des Verhältniswahlrechts 1918.
| - 1918 28,7 % - 1920 (I) 29,2 % - 1920 (II) 29,8 % - 1920 (III) 32,2 % - 1924 36,6 % - 1926 37,2 % - 1929 41,8 % - 1932 42,7 % - 1935 46,4 % - 1939 42,9 % | - 1943 41,7 % - 1945 32,8 % - 1947 41,2 % - 1950 39,6 % - 1953 (I) 40,4 % - 1953 (II) 41,3 % - 1957 39,4 % - 1960 42,1 % - 1964 41,9 % - 1966 38,2 % | - 1968 34,2 % - 1971 37,3 % - 1973 25,6 % - 1975 29,9 % - 1977 37,0 % - 1979 38,3 % - 1981 32,9 % - 1984 31,6 % - 1987 29,3 % - 1988 29,8 % | - 1990 37,4 % - 1994 34,6 % - 1998 35,9 % - 2001 29,1 % - 2005 25,8 % - 2007 25,5 % - 2011 24,8 % - 2015 26,3 % - 2019 25,9 % - 2022 27,6 % |

### Europawahlen
- 1979: 21,8 %
- 1984: 19,3 %
- 1989: 23,3 %
- 1994: 15,8 %
- 1999: 16,5 %
- 2004: 32,6 %
- 2009: 21,5 %
- 2014: 19,1 %
- 2019: 21,5 %
- 2024: 15,6 %

## Parteivorsitzende
| Vorsitzende/-r         | von  | bis  |
| ---------------------- | ---- | ---- |
| Louis Pio              | 1871 | 1872 |
| Carl Würtz             | 1872 | 1873 |
| Ernst Wilhelm Klein    | 1874 | 1875 |
| Louis Pio              | 1875 | 1877 |
| Chresten Hørdum        | 1877 | 1877 |
| A.C. Meyer             | 1878 | 1878 |
| Saxo W. Wiegell        | 1878 | 1879 |
| Chresten Hørdum        | 1880 | 1882 |
| P. Knudsen             | 1882 | 1910 |
| Thorvald Stauning      | 1910 | 1939 |
| Hans Hedtoft           | 1939 | 1941 |
| Alsing Andersen        | 1941 | 1945 |
| Hans Hedtoft           | 1945 | 1955 |
| H.C. Hansen            | 1955 | 1960 |
| Viggo Kampmann         | 1960 | 1962 |
| Jens Otto Krag         | 1962 | 1972 |
| Erling Dinesen         | 1972 | 1973 |
| Anker Jørgensen        | 1973 | 1987 |
| Svend Auken            | 1987 | 1992 |
| Poul Nyrup Rasmussen   | 1992 | 2002 |
| Mogens Lykketoft       | 2002 | 2005 |
| Helle Thorning-Schmidt | 2005 | 2015 |
| Mette Frederiksen      | 2015 |      |